# NGC 2165
NGC 2165 ist ein offener Sternhaufen im Sternbild Auriga.
Das Objekt wurde am 12. Februar 1831 von John Herschel entdeckt.